# Haval F5
Haval F5 — компактный кроссовер, выпускаемый китайским производителем Great Wall Motors с 2018 года.

## Первое поколение

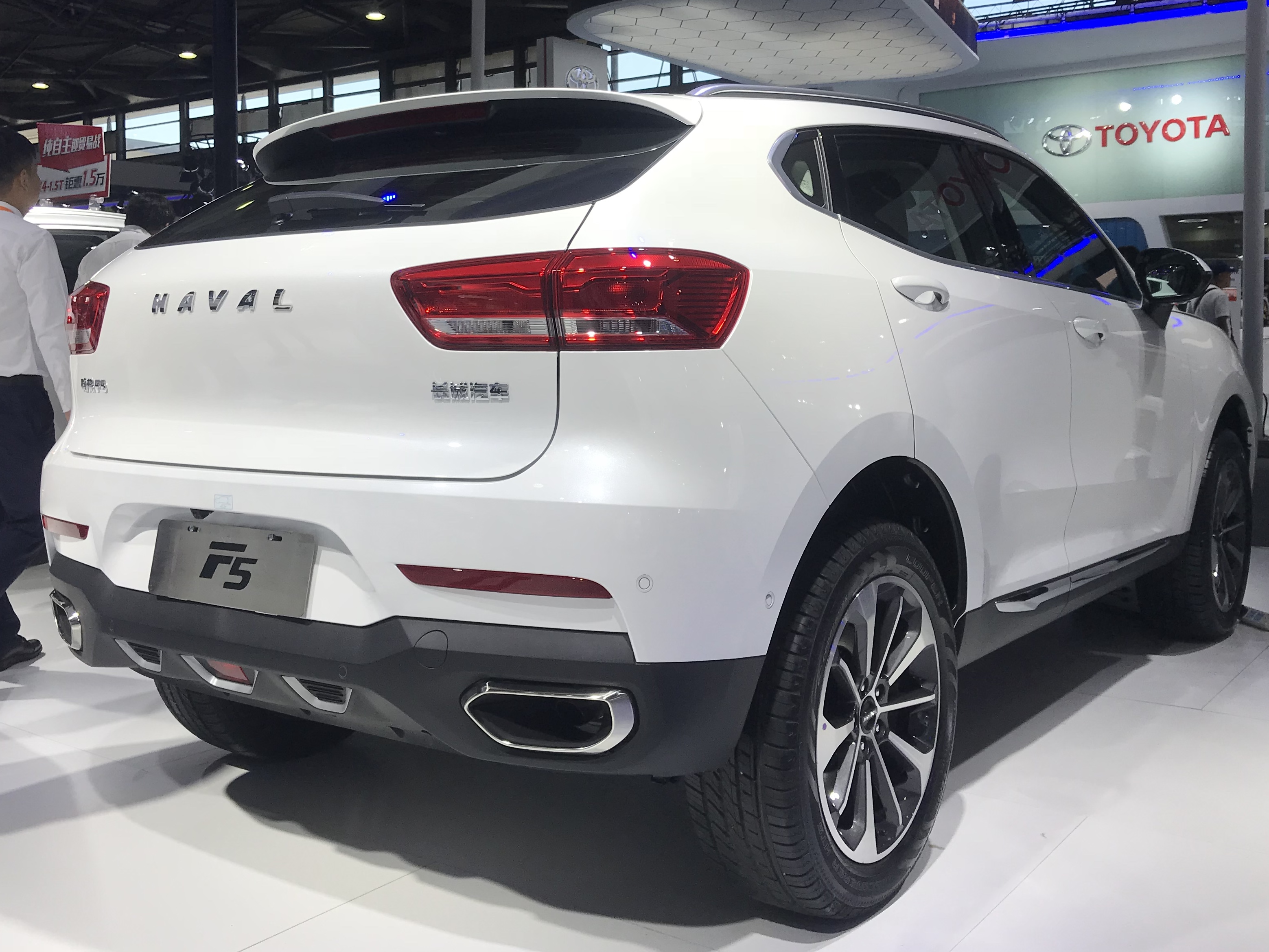
Haval F5, вид сзади

Изначально модель Haval F5 была представлена на Шанхайском автосалоне в 2015 году как Haval Concept R, совместно с Concept B. Эти два новых концепт-кара демонстрировали стратегию дизайна Haval. Concept R представлял линию Red Label, а Concept B линию Blue Label, концепты отличались разным стилем и были ориентированы на разных клиентов. Concept B в итоге стал вторым поколением Haval H6 Blue Label.
Серийная модель Haval F5 базировалась на той же платформе, что и Haval H6 и WEY VV5, и имела стоимость от 100 000 до 130 000 юаней.
Haval F5 оснащался 1,5-литровым рядным четырехцилиндровым двигателем GW4B15A с турбонаддувом мощностью 169 л. с. (124 кВт) при 5000-5600 об/мин и крутящим моментом 285 Нм при 1400-3000 об/мин. и 7-ступенчатой КПП с двойным сцеплением.

## Второе поколение
К ноябрю 2020 года стартовало производство второго поколения Haval F5. Новая модель, как и Haval H6 третьего поколения, получила удлинение колесной базы, а так же задние фонари во всю ширину. Появилось и альтернативное название модели — Haval Kuanghuan. Длина автомобиля 4450 мм, ширина 1841 мм и высота 1618 мм при колесной базе в 2700 мм. Второе поколение оснащалось 1,5-литровым турбомотором GW4G15K мощностью 150 л. с.